# Tara Air
Tara Air – nepalskie narodowe linie lotnicze z siedzibą w Katmandu. Głównym węzłem jest port lotniczy Katmandu.

## Flota
Według danych z czerwca 2022 roku, Tara Air posiada następujące samoloty:
- De Havilland Canada DHC-6 Twin Otter – 3 sztuki
- Dornier Do 228 – 2 sztuki
- Pilatus PC-6 – 2 sztuki